# Гомельский химический завод
ОАО «Гомельский химический завод» (бел. ААТ «Гомельскi хiмiчны завод»)— химическое предприятие в Гомеле, Белоруссия, крупнейший в стране производитель фосфатосодержащих минеральных удобрений. Основан в 1963 году как суперфосфатный завод.

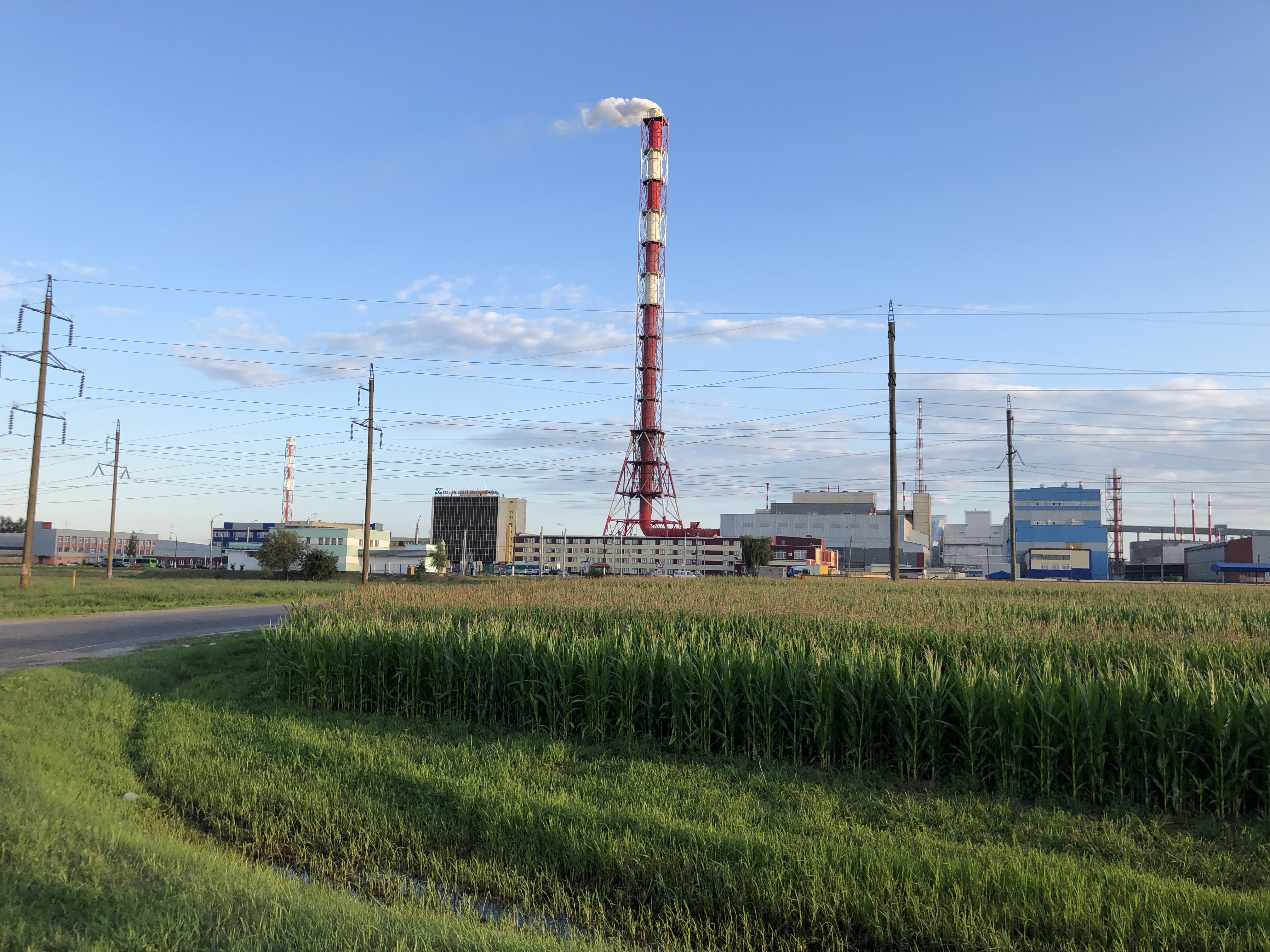
Гомельский химический завод, вид на главное здание, 9 июля 2018 года

Гомельский химический завод производит серную кислоту, фосфат аммония, азотно-фосфорно-калийные удобрения, аммонизированный суперфосфат, сульфит натрия, фтористый алюминий, криолит, технический аэросил (искусственный диоксид кремния). Входит в концерн «Белнефтехим».

## История

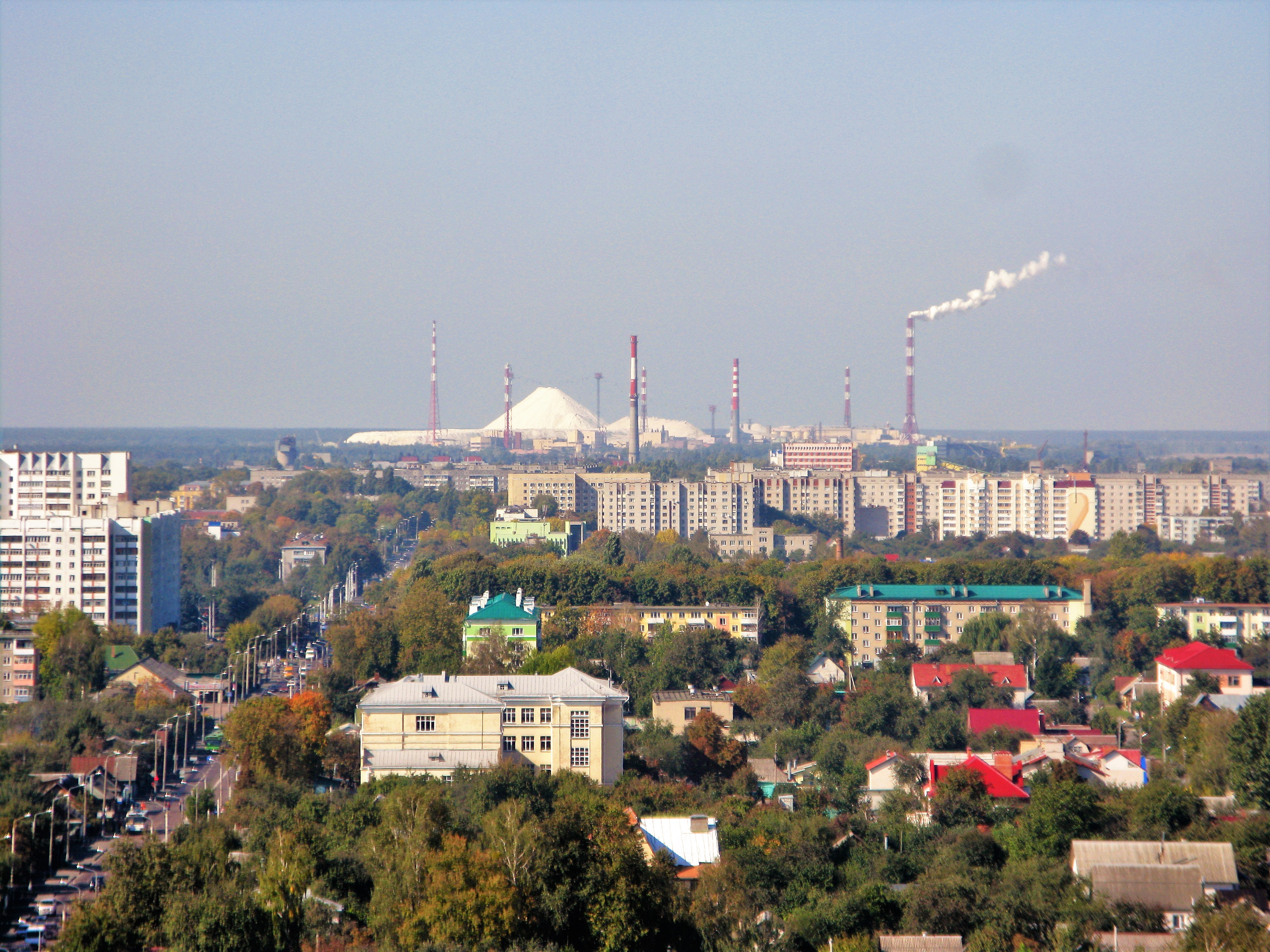
Химический завод и отвалы фосфогипса на панораме Гомеля

Решение о строительстве химического завода в Гомеле было принято в Государственном комитете по Химии при Совете Министров СССР в 1960 году. Завод был основан в 1963 году, а уже в конце 1965 года начал работу. В первую очередь строительства входили цех серной кислоты, центральная лаборатория, железнодорожный цех, цех электрообеспечения, служба пароводоканализации. За ними последовали цеха по производству гранулированного двойного суперфосфата, фосфорной кислоты, фтористых солей, нефелинового антипирена.
С 1970 года началось производство сложно-смешанных концентрированных удобрений. В 1974 году запущены в работу новые цеха, производящие гранулированный аммофос, фосфорную кислоту и фтористые соли.
В 1978 году заработало первое в СССР производство сульфита натрия по новой непрерывной технологии — «мокрому способу». В 1980 году реконструировано производство сложносмешанных удобрений и начал работу второй цех серной кислоты (СКЦ-2).
В 1981 году завод начал выпускать гранулированный фосфогипс.
3 июня 1986 года Гомельский химический завод им. 50-летия СССР министерства по производству минеральных удобрений СССР был награждён орденом «Знак Почёта».
В 1988—1989 годах было полностью заменено оборудование на производстве сульфита натрия, а также проведена реконструкция в цехе двойного суперфосфата, вместо которого начал производиться фосфат аммония, а с 1994 года, после очередной реконструкции — аммонизированный суперфосфат (оксид фосфора(V)).
Регулярно начинались производиться новые марки сложно-смешанных минеральных удобрений, с 1999 года в состав удобрений входит бор, с 2000 года — биологически активные добавки.
С 1998 года налажен выпуск средств защиты растений. С 2000 года налажен выпуск NPK-удобрений.
В 2000 году цех двойного суперфосфата переведён на производство аммонизированного суперфосфата марки 8:30, реконструирован цех серной кислоты, запущена установка сухого тукосмешения, начал производиться гербицид «Белфосат».
В январе 2023 года, из-за вторжения России на Украину, предприятие было внесено в санкционный список Украины.

## Форма собственности
В 2000 году завод переименован в Республиканское унитарное предприятие «Гомельский химический завод», а с 2003 года преобразован в открытое акционерное общество.

## Продукция
По состоянию на 2020 год Гомельский химический завод производит:
- Для химической промышленности: серную кислоту, технический фтористый алюминий, искусственный криолит, сульфит натрия.
- Для сельского хозяйства: аммофос, суперфосфат аммонизированный, азотно-фосфорно-калийные удобрения (NPK).

Около 75 % произведённых удобрений поставляются на экспорт. Основные рынки потребления — Украина, Польша, Латвия и Литва.